# Ski Troop Attack
Pour plus de détails, voir Fiche technique et Distribution.
Ski Troop Attack est un film américain réalisé par Roger Corman, sorti en 1960.

## Fiche technique
- Titre français : Ski Troop Attack
- Réalisation : Roger Corman
- Scénario : Charles B. Griffith
- Musique : Fred Katz
- Pays d'origine : États-Unis
- Format : Noir et blanc - 1,85:1 - Mono
- Genre : guerre
- Date de sortie : 1960

## Distribution
- Michael Forest : Lt. Factor
- Frank Wolff : Sgt. Potter
- Wally Campo : Pvt. Ed Ciccola
- Richard Sinatra : Pvt. Herman Grammelsbacher
- James Hoffman : German Ski Patrol
- Sheila Noonan : Frau Ilse Heinsdorf